# Isola di Nisida
Nìsida è una piccola isola vulcanica (è un vulcano quiescente) appartenente all'arcipelago delle isole Flegree, posta all'estrema propaggine della collina di Posillipo, in località Coroglio. Dal punto di vista amministrativo fa parte di Bagnoli, un quartiere del comune di Napoli. L'isola è accessibile solo in parte in quanto ospita l'Istituto Penale per Minorenni di Napoli, e il suo piccolo porto verso Coroglio era utilizzato dalla NATO fino al suo trasferimento. Fino al 2012 infatti vi era il Comando Marittimo Alleato, trasferitosi in Inghilterra. La base è quindi tornata all'Italia, e ora è la sede del Comando Logistico della Marina Militare (MARICOMLOG).

## Geografia
Il suo status di isola, un tempo indiscutibile, viene oggi contestato in quanto dal 1936 è collegata alla terraferma da un lungo pontile carrozzabile.
L'isola, facente parte dei Campi Flegrei, ha un'origine vulcanica; corrisponde a ciò che viene chiamato maar, ossia un cratere parzialmente riempito dalle acque. La sua eruzione si data sui 6 500 ± 400 anni fa, rientrando essa in quello che dai vulcanologi viene definito Terzo Periodo Flegreo. Possiede un diametro di circa 0,5 km e un'altezza massima di 109 m, ed è quasi perfettamente circolare mancando di una porzione verso sud-ovest dove si apre l'insenatura di Porto Paone corrispondente all'antica caldera del vulcano.
Nei suoi fondali esistono delle strutture manufatte oggi sommerse (p.es. un molo romano) che denotano un abbassamento del terreno dovuto a fenomeni di bradisismo, come in molte altre zone dei Campi Flegrei.

## Mitologia
Dopo Sannazaro svariati poeti hanno scritto degli amori fra Nisida e Posillipo, ma anche di quello fra Nisida e Pioppino, per il quale quest'ultimo fu tramutato in scoglio.

## Storia
Chiamata anticamente νησίς, accusativo νησῖδα  Nesís (in greco, isoletta), nel medioevo il toponimo greco si perde, come segnala Benedetto Croce, in favore di Gipeum o Zippium, salvo ricomparire nel Quattrocento.
È identificata col luogo della tradizione omerica noto come "l'isoletta delle capre" dove riparò Ulisse poco lontano dal paese dei Ciclopi; infatti Nisida, al contrario di Favignana o Aegusa spesso associate a questo luogo dell'Odissea, era "di foreste ombreggiata e abitata da un'infinita nazione di capre silvestri".
In epoca classica vi costruì una villa Lucio Licinio Lucullo, divenuta famosa per le feste e le cene che vi si celebravano. La villa potrebbe essere appartenuta anche a Publio Vedio Pollione. Aveva qui la sua villa anche Marco Giunio Bruto e sull'isola insieme a Cassio ordirono la congiura contro Cesare. Dopo l'assassinio, Bruto vi si ritirò nell'estate del 44 a.C. ed ebbe la visita di Cicerone, con cui ebbe lunghi colloqui sulla situazione politica e la azioni da intraprendere. Partito per la Grecia e morto nella battaglia di Filippi, secondo la tradizione la moglie Porzia, figlia di Catone Uticense, si sarebbe suicidata qui. Delle ville di età romana non si hanno più tracce, se non quattro grotte scavate nel tufo di un piccolo ninfeo.

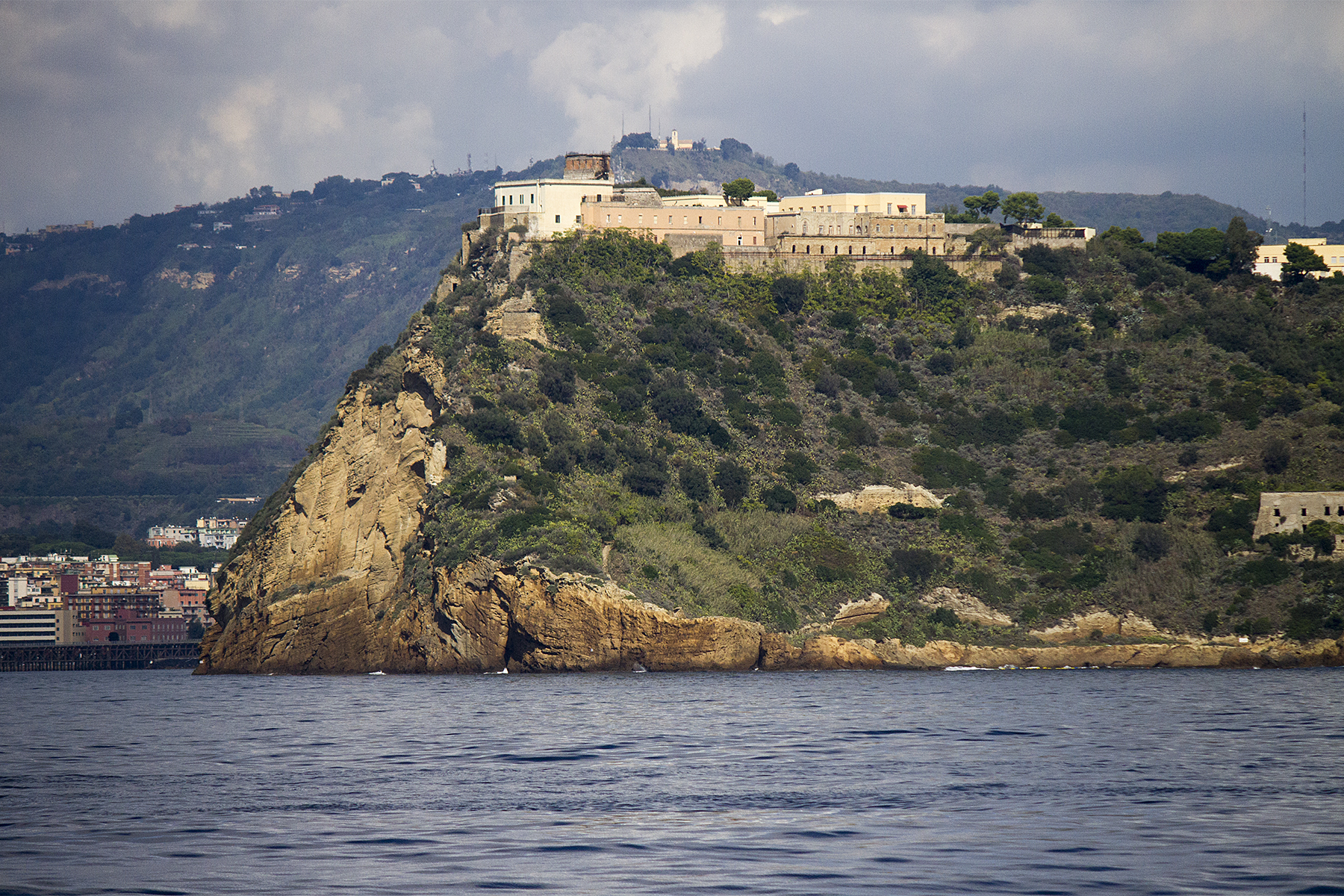
Castello di Nisida, con la collina dei Camaldoli sullo sfondo.

Nel Medioevo, l'isola ospitava il monastero di Sant’Arcangelo de Zippioera.
In epoca moderna, nel XV secolo la regina di Napoli Giovanna II d'Angiò ebbe qui una villa che ben presto venne trasformata in un castello per contrastare la flotta del pretendente al trono di Napoli Luigi II d'Angiò. In quegli anni, venne edificata anche la torre di guardia costiera dell'isola. Il castello di Nisida divenne in seguito uno dei capisaldi della difesa napoletana.
Giovanni Piccolomini, figlio di Giovanna d’Aragona, acquistò Nisida e ristrutturò il castello. I seguenti proprietari furono Pietro Borgia, principe di Squillace, Matteo di Capua, II principe di Conca, Vincenzo Macedonio, marchese di Ruggiano. Nel 1623, l'affituario del castello Giambattista de Gennaro, usò l'isola come covo per i pirati barbareschi, di cui rivendeva il bottino. Il viceré Don Pedro de Toledo si impossessò dell'isola e l'usò per contrastare le ripetute scorrerie dell'allora famoso "pirata Barbarossa".
Sull'isolotto di Chiuppino, situato fra Nisida e Capo Posillipo, venne costruito tra il 1626 ed il 1628 il Lazzaretto Vecchio per ospitare i malati di peste. Nel 1847 l'isolotto venne collegato all'isola.
Nel XVIII secolo, i Borboni acquistarono l'isola per farne una riserva di caccia. Gioacchino Murat riadattò la struttura della torre di guardia per farne un penitenziario. Il porticciolo venne ampliato dall'architetto Giuliano de Fazio e nel 1847 venne costruito un bagno penale sul castello. Il carcere, reputato per le condizioni inumane nelle quali versavano i prigionieri politici ivi incarcerati,  ospitò – fra gli altri – Michele Pironti e Carlo Poerio.
Nel periodo fascista, il bagno penale venne trasformato in Riformatorio Giudiziario Agricolo, periodo nel quale l'isola venne collegata alla terraferma da una diga di cemento, e poi in Casa di rieducazione. 
Al 10 giugno 1940 era un idroscalo sede della 182ª Squadriglia Autonoma Ricognizione Marittima.
Sull'isola l'11 settembre 1945 il Generale Nicola Bellomo fu fucilato dai britannici.
Dal 1946 al 1961, l'Accademia Aeronautica vi ebbe la sua sede.

## Strutture
Già sede dell'Accademia Aeronautica, oggi a Pozzuoli, l'isola non è aperta al pubblico, ma è divisa tra un presidio militare e un carcere minorile aperto nel 1934.
Nel 2005 è stato inaugurato dall'Amatori Napoli Rugby un progetto di reinserimento sociale e di rieducazione, attraverso il rugby, di minori detenuti nel carcere minorile di Nisida. Tra i ragazzi del progetto 2006/07 quattro dei partecipanti oggi si trovano in club campani. È anche sede dell'Istituto di osservazione maschile per minori in custodia preventiva.
Il carcere minorile di Nisida è stato fonte d’ispirazione di Mare fuori, fiction di successo in onda in streaming su RaiPlay, in tv su Rai 2 dal 2020 e su Netflix a partire dal 2022.